# Monster (Manga)
Monster (jap. モンスター, Monsutā) ist eine abgeschlossene Manga-Serie des japanischen Zeichners Naoki Urasawa (u. a. 20th Century Boys), die auch als Anime umgesetzt wurde. Schauplatz ist Mitteleuropa, hauptsächlich Deutschland und Tschechien.

## Handlung
Die Geschichte beginnt 1986 in Düsseldorf. Der japanische Neurochirurg Kenzō Tenma (天馬 賢三, Tenma Kenzō) arbeitet in einer Klinik und ist sowohl bei seinen Kollegen als auch bei den Patienten beliebt. Seine Verlobte Eva Heinemann ist die Tochter des Klinikchefs.
Er bereitet die Operation des Jungen Johann vor, der während eines Verbrechens in seinem Elternhaus durch einen Kopfschuss lebensgefährlich verletzt wurde. Seine Eltern, der ehemalige DDR-Handelsminister Liebert und seine Frau, sind erschossen worden, seine Zwillingsschwester Anna hat einen schweren Schock. Kurz vor der Operation erhält Tenma die Anweisung, den erkrankten Bürgermeister zu operieren. Tenma ignoriert die Anweisung zugunsten des verletzten Jungen, der Bürgermeister stirbt. Tenmas Leben verändert sich schlagartig, Eva löst das Verlöbnis auf, und seine berufliche Karriere scheint aussichtslos zu sein. Da Tenma davon überzeugt ist, die moralisch richtige Entscheidung getroffen zu haben, glaubt er trotz des Verlustes seines sozialen Status mit gutem Gewissen weiterleben zu können. Dann werden der Klinikchef Dr. Heinemann und zwei weitere Ärzte durch Whisky-Bonbons vergiftet; Johann und Anna sind aus der Klinik verschwunden.
Die Geschichte wird im Jahr 1995 fortgeführt. Tenma ist mittlerweile Chefarzt. Eines Tages bekommt er einen Patienten namens Junkels. Als dieser mitten in der Nacht aus dem Krankenhaus rennt und Tenma ihn verfolgt, trifft er Johann wieder und erfährt, dass der Junge als Produkt von Experimenten ein Gewaltverbrecher und Psychopath mit gespaltener Persönlichkeit ist. Tenma sieht mit an, wie Johann einen Mord begeht und wird in seinem weiteren Handeln von der Idee getrieben, seinen Fehler, den Jungen zu retten, korrigieren zu können. Er verfolgt das Monster Johann quer durch Mitteleuropa und deckt dabei Hintergründe auf, die ihn daran zweifeln lassen, wer das eigentliche Monster ist.

## Hauptcharaktere
Kenzō Tenma ist Gehirnchirurg und ein gutmütiger Mensch. Er stellt das Leben anderer über sein eigenes Wohl und es gibt für ihn nichts Wichtigeres, als anderen zu helfen. Allerdings strahlt er auch eine gewisse Naivität aus, weshalb er es am Anfang in seinem Beruf ziemlich schwer hat und von anderen ausgenutzt wird. Er ist innerlich zerrissen und hat schwer damit zu kämpfen, dass er dem „Monster“ Johann das Leben gerettet hat und ist bereit, Johann zu verfolgen, um ihn zu töten und seinen Fehler dadurch rückgängig zu machen.
Johann Liebert ist das „Monster“ der Serie. Er kennt weder seinen richtigen Namen, noch weiß er über seine Herkunft Bescheid. Er begeht seine Morde nach einem von ihm ersonnenen Muster, allerdings ist an keinem der Tatorte irgendein Gefühl zu erkennen. Er ist gebürtiger Tscheche, wirkt ziemlich unscheinbar, hat großes Charisma und viel Einfluss. Die rechte Szene sieht ihn als neuen „Hitler“ und will ihn für sich gewinnen, doch Johann verfolgt seine eigenen Ziele. Über Johanns Vergangenheit erfährt man immer nur nach und nach etwas.
Anna Liebert/Nina Fortner ist Johanns Zwillingsschwester. Als sie in Kindertagen von den Taten ihres Bruders erfährt, versucht sie ihn zu erschießen. Doch Johann überlebt durch die lebensrettende Operation von Dr. Tenma. Nach ihrer Flucht aus dem Krankenhaus bringt Johann seine Schwester bei Pflegeeltern unter, wo sie ihre Erinnerungen verliert und in dem Glauben, es handle sich um ihre leiblichen Eltern, unter dem Namen Nina Fortner aufwächst, bis Johann kommt, um sie zu holen. Doch, als Tenma sie rettet und sie sich an ihre Vergangenheit erinnert, bricht Nina auf, um ihre von einem Handlanger Johanns umgebrachten Eltern zu rächen und das zu Ende zu führen, was sie vor Jahren begonnen hat.
Inspektor Runge vom BKA glaubt, dass Tenma eine gespaltene Persönlichkeit hat und beschuldigt ihn, die Morde Johanns selbst begangen zu haben. Er ist so besessen von seinem Beruf, dass ihn seine vernachlässigte Familie verlässt. Fortan macht er die Jagd auf Tenma zu seiner Lebensaufgabe.
Eva Heinemann ist die ehemalige Verlobte von Dr. Tenma. Sie ist außerdem die Tochter des Chefs der Klinik, in der Tenma arbeitet. Bald zeigt sich, dass sie Tenma nur wegen seiner Karriere als Chirurg  heiraten wollte. Sie verlässt ihn, als seine Karriere beendet scheint, verfällt nach dem Tod ihres Vaters dem Alkohol und macht Tenma dafür verantwortlich.
Dieter ist ein Junge, dem Tenma auf seinem Weg begegnet ist, welcher von Herrn Hartmann beaufsichtigt wurde. Während des Treffens bemerkt Tenma, dass Dieters Körper mit Wunden versehen ist. Es stellt sich heraus, dass Hartmann Dieter zu einem neuen Johann erziehen wollte, was im Kinderheim 511 nicht geschehen ist. Nachdem Tenma Dieter gerettet hat, wirkt dieser immer optimistischer. Er folgt Tenma auf seiner Jagd nach Johann, teilweise auch um Tenma davon abzuhalten, zu einem Mörder zu werden. Später kreuzt Dieter seinen Weg mit Nina und bleibt bei ihr, um ihr moralischen Beistand zu geben, da ihre traumatischen Erinnerungen zurückkehren.
Dr. Reichwein ist ein Psychologe, welcher Ratschläge erteilt und beim Alkoholentzug behilflich ist. Er wird ebenfalls in die Geschehnisse mit Johann verwickelt, als einer seiner Patienten, Richard Braun, plötzlich Selbstmord begeht, wobei dieser gerade Johann auf der Spur war. Später wird er zum Beschützer von Nina und Dieter und hilft Tenma so gut er kann.
Wolfgang Grimmer ist ein freiberuflicher Journalist, der das Kinderheim 511 unter die Lupe nimmt. Er nimmt auch an der Suche nach Johann teil, indem er beschließt, Tenma zu helfen. Er trägt meistens ein Lächeln im Gesicht. Genau wie die anderen Kinder im Kinderheim 511 hat auch er eine zweite Persönlichkeit entwickelt: einen Schläger namens „der unglaubliche Steiner“, welcher ihn immer dann beschützt, wenn er unter zu viel Stress steht oder sich in Gefahr befindet. Inspiriert dazu wurde er von seinem Kindheitshelden dem unglaublichen Hulk, welcher in der Serie als „Magnificent Steiner“ bezeichnet wird. Er hatte nach seiner Zeit im Kinderheim 511 auch ein Spionage-Training. Aufgrund all dieser Umstände kann er jedoch keine Emotionen zeigen. Diese offenbaren sich erst nach dem Blutbad in Ruhenheim, bei dem er tödlich verletzt wird.
Rudy Gillen ist ein Kriminalbeamter und einer von Tenmas früheren Klassenkameraden. Er hilft Tenma, indem er ihm vor einer Festnahme bewahrt und besorgt sich jede Information über Johann, die er von Verbrechern, die Johann begegnet sind, erhalten kann. Er hat des Weiteren Nina geholfen, sich an ihre Vergangenheit zu erinnern. Dr. Gillen ist außerdem ein früherer Schüler von Dr. Reichwein.
Roberto ist Johanns treuster und engster Untergebener, welcher auch aus dem Kinderheim 511 stammt. Dort war er der beste Freund von Wolfgang Grimmer. Er wurde von Johann für die wichtigen Aufträge abgestellt und stirbt in Ruhenheim an den Folgen einer Auseinandersetzung mit Inspektor Runge.

## Veröffentlichungen
Monster erschien in Japan von 1995 bis 2001 in Einzelkapiteln im Manga-Magazin Big Comic Original des Shogakukan-Verlags. Diese Einzelkapitel wurden auch in 18 Sammelbänden zusammengefasst. Diese Buchveröffentlichungen waren kommerziell äußerst erfolgreich und haben sich über zwanzig Millionen Mal verkauft.
Auf Deutsch wurden alle 18 Bände von Dezember 2002 bis Mai 2006 von Egmont Manga & Anime veröffentlicht. Trotz stagnierender Verkaufszahlen wurde die Reihe vollständig veröffentlicht. Der geringe Erfolg wird mit dem in Deutschland vergleichsweise niedrigen Durchschnittsalter der Manga-Leser erklärt, die von der Geschichte und der Erzähltechnik wenig angesprochen werden. Seit August 2019 veröffentlicht Carlsen Manga unter dem Titel Monster Perfect Edition eine Neuauflage der Serie in großformatigen Doppelbänden.
Die Manga-Serie erscheint außerdem unter anderem in Frankreich, Spanien, Thailand, Indonesien und den USA.
Im August 2013 hat Viz Media eine englischsprachige Neuveröffentlichung mit dem Titel Monster: The Perfect Edition angekündigt, in der jeweils zwei Sammelbände zu einem Einzigen zusammengefasst werden. Der erste Band erschien im Juli 2014, die Weiteren im Dreimonatsrhythmus folgen.

## Auszeichnungen
Naoki Urasawa erhielt für Monster eine Auszeichnung auf dem ersten Japan Media Arts Festival und den 46. Shōgakukan-Manga-Preis. 1998 war der Manga für den Osamu-Tezuka-Kulturpreis nominiert, musste sich aber Jirō Taniguchis und Natsuo Sekikawas Botchan no Jidai geschlagen geben. Ein Jahr später gewann Monster den Preis in der mit zwei Millionen Yen dotierten Kategorie Großer Manga-Preis.

## Verfilmungen

### Anime
Studio Madhouse produzierte zum Manga eine Anime-Serie mit 74 Folgen, die vom 6. April 2004 bis zum 27. September 2005 auf dem japanischen Fernsehsender Nippon TV ausgestrahlt wurde.
KSM Anime gab im Juni 2022 bekannt, dass der Publisher den Anime lizenziert hat und dieser erstmals auf Deutsch veröffentlicht werden wird.

#### Synchronisation
| Rolle                     | japanischer Sprecher (Seiyū) | deutscher Sprecher |
| ------------------------- | ---------------------------- | ------------------ |
| Kenzō Tenma               | Hidenobu Kiuchi              | Sven Gerhardt      |
| Nina Fortner/Anna Liebert | Mamiko Noto                  | Janin Stenzel      |
| Johann Liebert            | Nozomu Sasaki                | Carlos Fanselow    |
| Eva Heinemann             | Mami Koyama                  | Julia Blankenburg  |
| Karl Neumann              | Tomokazu Seki                | Sebastian Fitzner  |

#### Musik
Als Vorspanntitel verwendete man Grain von Kuniaki Haishima, der auch die Musik der Serie komponierte. Der Abspanntitel der ersten 32 Episoden lautet For The Love of Life von David Sylvian, der der restlichen 42 Episoden Make It Home von Fujiko Hemming.

### Spielfilm
Das US-Unternehmen New Line Cinema, Produktionsfirma der Filmtrilogie Der Herr der Ringe, hatte sich 2005 die Rechte an einer Umsetzung als Realfilm gesichert und plante eine Veröffentlichung unter der Regie von Josh Olson für 2009, die jedoch nie erschien.

### Fernsehserie
Guillermo del Toro und Steven Thompson planten 2013 eine Umsetzung des Mangas als Realfilm-Fernsehserie für den amerikanischen Pay-TV-Sender HBO.